# Tilacosmílids
Els tilacosmílids (Thylacosmilidae) són una família extinta de marsupials de dents de sabre que visqueren a Sud-amèrica entre l'Oligocè inferior i el Pliocè. Se n'han trobat restes fòssils a l'Argentina i Xile. Igual que els altres dents de sabre, desenvoluparen dents canines superiors extremament llargues i adaptacions cranials i esquelètiques relacionades amb el seu ús. A diferència dels dents de sabre placentaris, mancaven de dents carnisseres. Basant-se en les semblances morfològiques, tradicionalment se'ls ha atribuït una ecologia similar a la dels dents de sabre placentaris, però un estudi publicat el 2020 posà en dubte aquesta hipòtesi.
Un punt de vista minoritari entre els científics els classifica com a la subfamília dels tilacosmilins (Thylacosmilinae), en el si de la família dels proborhiènids.